# HINTO
HINTO（ヒント）は、元SPARTA LOCALSの安部コウセイを中心に結成された日本のロックバンド。

## 概要
2009年、SPARTA LOCALSを解散した安部コウセイが新バンド結成の妄想を膨らませながら楽曲制作をスタート。2010年5月5日、STUDIO COASTにて行われた「心響（HIBIKI）sound museum」にバンドの素性を明かさずに出演し、正式に活動をスタートさせた。バンドのコンセプトは｢夏｣。
2012年12月30日、ベースを担当していた林束紗が腱鞘炎と関節炎の治療に専念するため卒業。後任のベーシストとして、元SPARTA LOCALSのメンバーであった安部光広が加入した。
2014年3月12日､group_inouとのスプリットシングル｢HINTO×group_inou｣をリリースした。

## メンバー
- 安部コウセイ（あべ こうせい、本名: 安部 光正（読み同じ）、1979年1月16日 - ）
  - ボーカル、ギター、全楽曲の作詞作曲担当。福岡県出身。元SPARTA LOCALS。ギター伊東とのフォークユニット堕落モーションFOLK2としても活動中。父親は漫画家の安部慎一。ベース担当の安部光広は実弟。テレヴィジョンに影響を受けている[3]。2013年10月に初個展｢周辺｣をギャラリーカフェcommuneにて開催した。[4]。
- 伊東真一（いとう しんいち、1978年6月27日 - ）
  - ギター担当。福岡県出身。元SPARTA LOCALS。Killing Boy、fresh!、堕落モーションFOLK2のメンバーとしても活動中。初恋の嵐のゲストミュージシャンとしてライブに出演したことがある。音楽を始めたきっかけはエリック・クラプトン[3]。
- 菱谷昌弘（ひしたに まさひろ、1982年2月1日 - ）
  - ドラムス担当。北海道出身。 元HIGH VOLTAGE。過去にはアナログフィッシュ、MO'SOME TONEBENDER､BUGY CRAXONEのサポートを務めていた。メンバーからはビッツと呼ばれている。
- 安部光広（あべ みつひろ、1981年3月4日 - ）
  - ベース担当。福岡県出身。元SPARTA LOCALS。安部コウセイの実弟。2013年1月加入。

## 元メンバー
- 林束紗（はやし たばさ、1980年4月30日 - ）
  - ベース担当。東京都出身。SCARLETのメンバー。レギュラーサポートとして結成当初から参加してきたが､腱鞘炎と関節炎の治療のため2012年12月30日の渋谷CLUB QUATTROライブを最後に卒業した。

## ミュージックビデオ
| 監督         | 曲名                                                                                         |
| 岡田文章     | 「アットホームダンサー」「しらないまち」(ラバーガール飛永翼が出演している。。)「シーズナル」 |
| 木村真生     | 「トキメキドライ」                                                                           |
| 川村ケンスケ | 「かなしみアップデイト」                                                                     |
| 不明         | 「バブルなラブ」(漫画家のうすた京介が出演している)「ぬきうちはなび」「かんけいないね(LIVE)」 |

## タイアップ
| 曲名                   | タイアップ                                                                |
| ---------------------- | ------------------------------------------------------------------------- |
| それってディスティニー | テレビ東京系「モヤモヤさまぁ～ず2」2013年10月度クールエンディングテーマ。 |

## 主なライブ

### ワンマンライブ・主催イベント
- 2011年01月13日〜15日（3公演） - HINTO企画「よりあい 2」
w/PERIDOTS / wooderd chiarie
- 2011年02月26日〜27日（2公演） - HINTOワンマンライブ「おだいはみてのおかえりで」
- 2011年05月22日〜06月11日（5公演） - パラダイスHINTO ～ようこそここへ～
- 2011年07月18日 - アナログヒント ～バレンタイン通りのシスター～
- 2011年07月21日 - アナログヒント ～レンガ通りのシスター～
- 2011年10月02日〜26日（3公演） - めがね限定ライブ「エンドレスメガネ」
- 2012年02月17日〜26日（4公演） - 「おだいはみてのおかえりで」ツアー2012
- 2012年06月15日〜24日（4公演） - アナログヒント2012
- 2012年09月14日〜30日（5公演） - HINTO ONE-MAN Tour 2012
- 2013年03月10日〜05月12日（3公演） - FEVER MONTHLY LIVE
- 2013年03月29日〜04月05日（3公演） - 春のアナログヒント2013
- 2013年09月28日〜10月06日（3公演） - 秋のアナログヒント2013～富小路通りのシスター～
- 2013年09月23日 - HINTO「飛べ飛べ, We Can Fly」
- 2013年11月16日〜28日（2公演） - HINTO「いつも誘いを断ってゴメンね」
- 2014年03月20日〜28日（2公演） - HINTO×group_inou「“ヒングルマン” 完全攻略特集号！」
- 2014年03月09日〜05月11日（3公演） - FEVER MONTHLY LIVE
w/mudy on the 昨晩 / セカイイチ
- 2014年09月13日〜11月09日（5公演） - NERVOUS PARTY release ONE-MAN TOUR 清楚なふりしてアメージング
- 2014年12月01日〜27日（3公演） - HINTO「ゴールデンタイム」
- 2015年03月08日 - FEVER MONTHLY LIVE
- 2015年04月12日 - FEVER MONTHLY LIVE
- 2015年05月10日 - FEVER MONTHLY LIVE
- 2015年05月31日〜07月11日（5公演） - アナログヒント 2015
- 2015年12月18日〜月26日（5公演） - HINTO対バン自主企画「ゴールデンタイム」
w/Helsinki Lambda Club / SEAGULL SCREAMING KISS HER KISS HER / 印象派 / 夜の本気ダンス

### 出演イベント
- 2010年05月05日 - 心響(HIBIKI) sound museum vol.1
- 2010年06月25日 - KAREN Presents 「mo-u moku"vol.5」
- 2010年07月10日 - Nothing's Carved In Stone Sands Of Time Tour
- 2010年12月29日 - COUNTDOWN JAPAN 10/11
- 2011年01月23日 - MINE★ROCK FESTIVAL 2
- 2011年04月23日,24日 - the telephones「We Love JAPAN!!! Tour ～season 2～」
- 2011年05月05日 - 心響（HIBIKI）ROCK FEST. 2011
- 2011年06月26日 - Shimokitazawa Indie Fanclub 2011
- 2011年08月21日 - Re:mix 2011
- 2011年12月31日 - LIVE DI:GA JUDGEMENT 2011
- 2012年06月22日 - Czecho No Republic「恐竜系男子TOUR」
- 2012年08月25日 - Re:mix 2012
- 2012年07月30日 - THE NAMPA BOYS presents [rebellion vol.6]
- 2012年08月24日 - onion night!lv25!
- 2012年08月25日 - Re:mix 2012
- 2012年10月05日,18日,20日 - VINTAGE LEAGUE TOUR 2012 "small change"
- 2012年10月21日 - REDLINE TOUR 2012
- 2012年11月06日,12日 - QUATTRO MIRAGE VOL.5 powered by TOWER RECORDS
- 2012年12月14日 - FANDANGO 25th ANNIVERSARY
- 2012年12月15日 - 実施中!!!第一回胞子拡散祭
- 2012年12月23日 - RED GENERATION[VOL.49PARTY]～ユキノpresents～
- 2012年12月27日 - SHIBUYA-La.mama 30th Anniversary [relation]「道玄坂異種格闘技戦 vol.44」
- 2012年12月29日 - COUNTDOWN JAPAN 12/13
- 2012年12月30日 - LIVE DI:GA JUDGEMENT 2012
- 2013年06月11日 - monument works.
- 2013年06月28日 - 猛烈ロックンロール教室
- 2013年07月05日,6日 - GAL presents「PR -2man series-」
- 2013年07月03日 - FEVER TOURS 2013
- 2013年08月10日 - Summer Trail 2013 ～VINTAGE ROCKの夏合宿～ 夏の巣作り
- 2013年09月07日 - OTODAMA'13～音泉魂～
- 2013年10月12日 - DOES結成10周年企画第4弾「対バン10本勝負」
- 2013年10月18日,11月8日,11月9日 - キュウソネコカミ レコ発「がんばれ光彦!!」TOUR
- 2013年10月18日 - タワーレコード新宿店15周年大感謝祭 怒涛のライブ15連発～新宿ROCK～
- 2013年11月24日 - POLYSICS対バンツアー2013 帰ってきたULTRA FIGHT OR DIE!!!～メガネがない!? 伊達メガネならありますけど～
- 2013年12月13日 - GO FOR THE SUN 2013
- 2013年12月29日 - 年末調整GIG 2013
- 2014年01月26日 - ART-SCHOOL presents「KINOSHITA NIGHT 2014 ～番外編TOUR～」
- 2014年02月05日 - MINE☆ROCK CARNIVAL
- 2014年02月17日 - 初恋の嵐「対バンの嵐」
- 2014年05月07日,9日 - ART-SCHOOL NEW ALBUM「YOU」Release tour 2014
- 2014年06月10日,12日 - the band apart「BONGO e.p.」release live SMOOTH LIKE BUTTER TOUR
- 2014年06月21日 - YATSUI FESTIVAL! 2014
- 2014年07月11日 - 道玄坂異種格闘技戦 vol.69
- 2014年07月12日 - 音霊 OTODAMA SEA STUDIO 2014「MUSIC in the WAVES@KAMAKURA YUIGAHMA BEACH」
- 2014年07月19日 - GFB'14（つくばロックフェス）
- 2014年07月21日 - AOMORI ROCK FESTIVAL '14～夏の魔物～
- 2014年08月20日 - 千葉LOOK presents 大感謝祭リターンズ～真夏の2man
- 2014年08月23日 - Re:mix 2014
- 2014年10月24日 - スペースシャワー列伝 100巻記念公演 第109巻 結繋の宴
- 2014年11月18日 - ツタロック・フェス2014 Vol.2
- 2014年12月06日 - ボールズ『ボールズ・オン・ザ・ラン vol.1』
- 2014年12月13日 - 極東最前線巡業 ～ヒーローなんていらねえよ～
- 2015年02月07日 - BAYCAMP 201502
- 2015年03月28日 - IMAIKE GO NOW 2015
- 2015年03月29日 - no reason fes vol.1
- 2015年06月07日 - Scoobie Do 「野音への道」
- 2015年06月25日 - LIVEHOLIC presents GRAND OPENING SERIES vol.17
- 2015年08月03日 - 音霊 OTODAMA SEA STUDIO 2015「波にユラレテ2015'」
- 2015年09月05日 - BAYCAMP 2015
- 2015年09月26日 - ミュージックシティ天神
- 2015年10月04日 - 夜の本気ダンス「By Your Side ～ダンスは済んだ?ツアー」
- 2015年10月07日 - 新宿ロフト×メレンゲ presents SHINJUKU LOFT LIVE collaboration 2015～2016
- 2015年10月17日 - ETERNAL ROCK CITY.2015
- 2015年11月08日 - VOLAPOLYHINTO
- 2016年03月26日 - 道玄坂異種格闘技祭 "STAR-MAKER"

### インタビュー
- OTOTOY(2014年7月)
- HMV ONLINE(2014年7月)